# 荒木田裕子
荒木田裕子（日语：／ Arakida Yūko，1954年2月14日—2024年9月16日），秋田县仙北郡田泽湖町出身，是一名日本前排球运动员。她在1976年夏季奥林匹克运动会中，参加了女子排球比赛并获得金牌。